# Comuni aggregati a Parigi

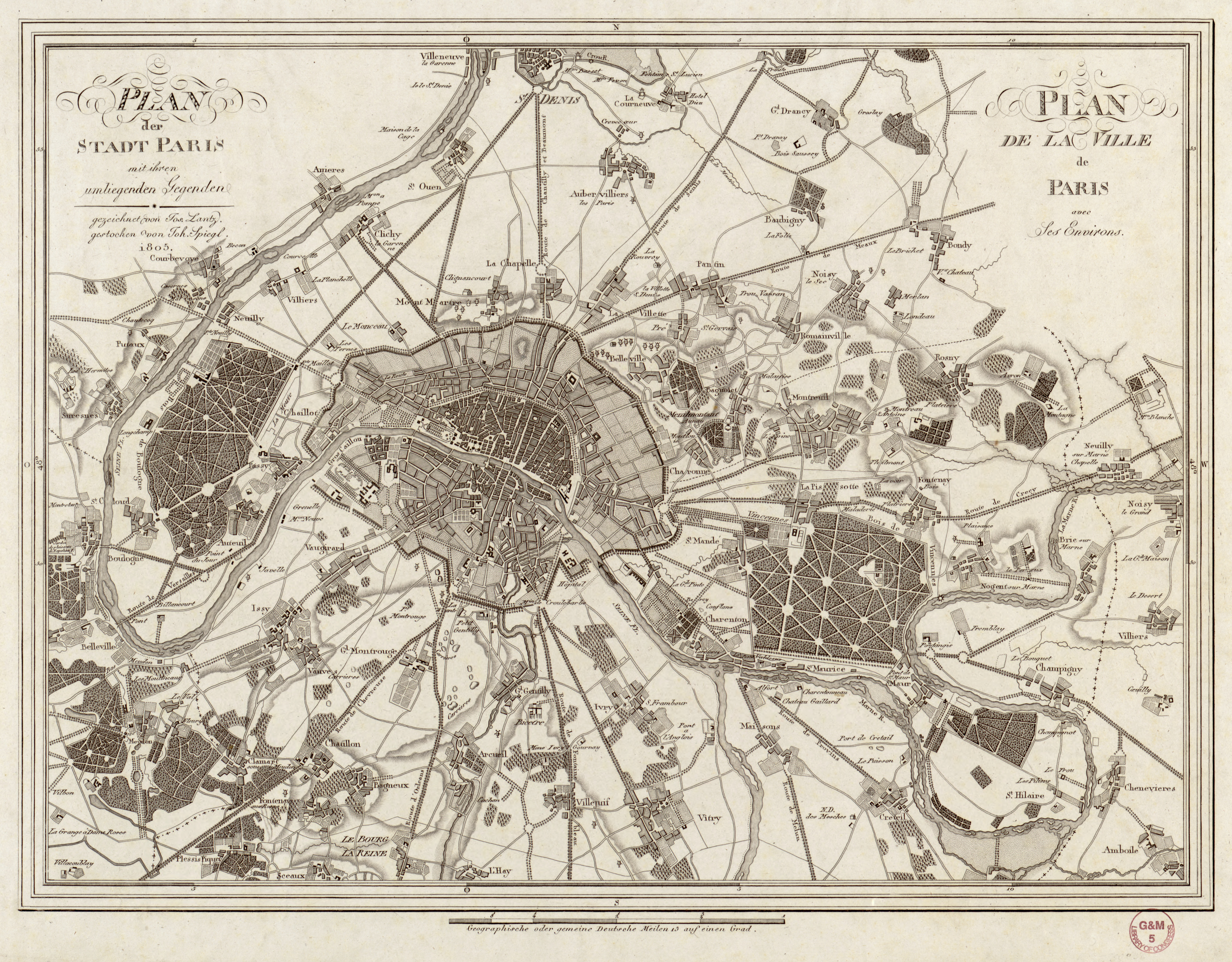
Mappa della città di Parigi e dei suoi dintorni, 1805.

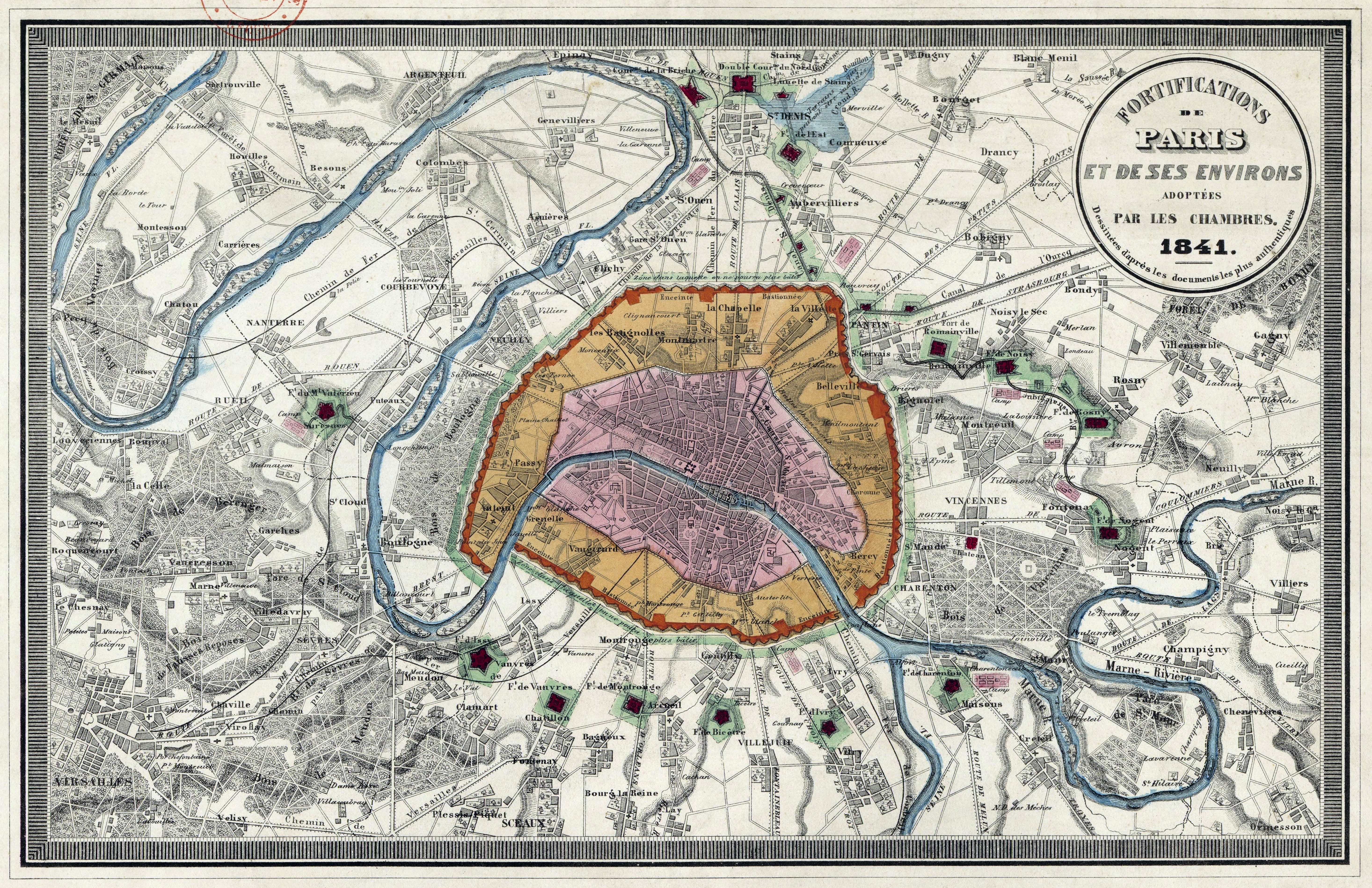
Mappa della città di Parigi e dei suoi dintorni, con le fortificazioni, 1841.

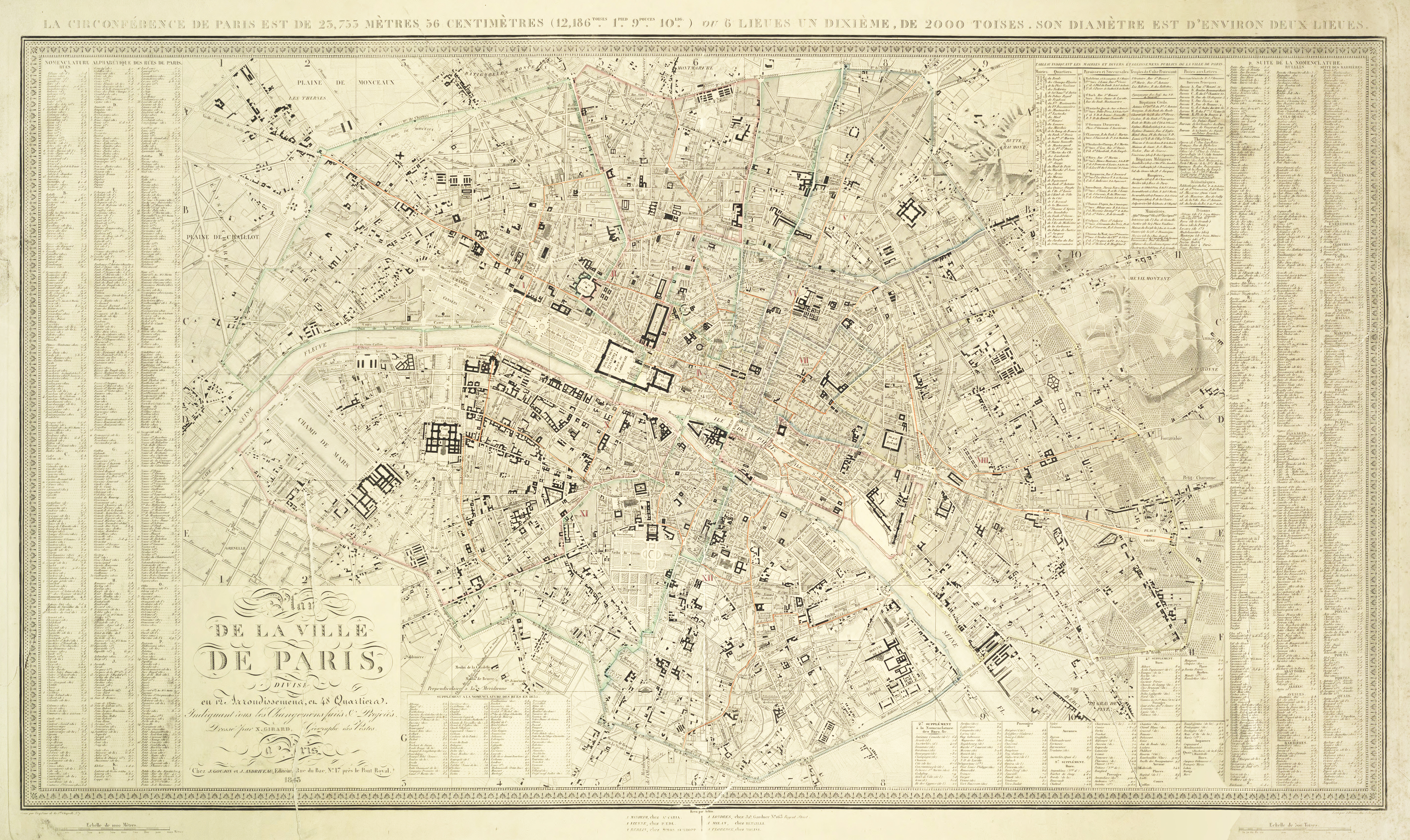
Mappa di Parigi divisa in 12 arrondissement e 48 quartieri (1843).

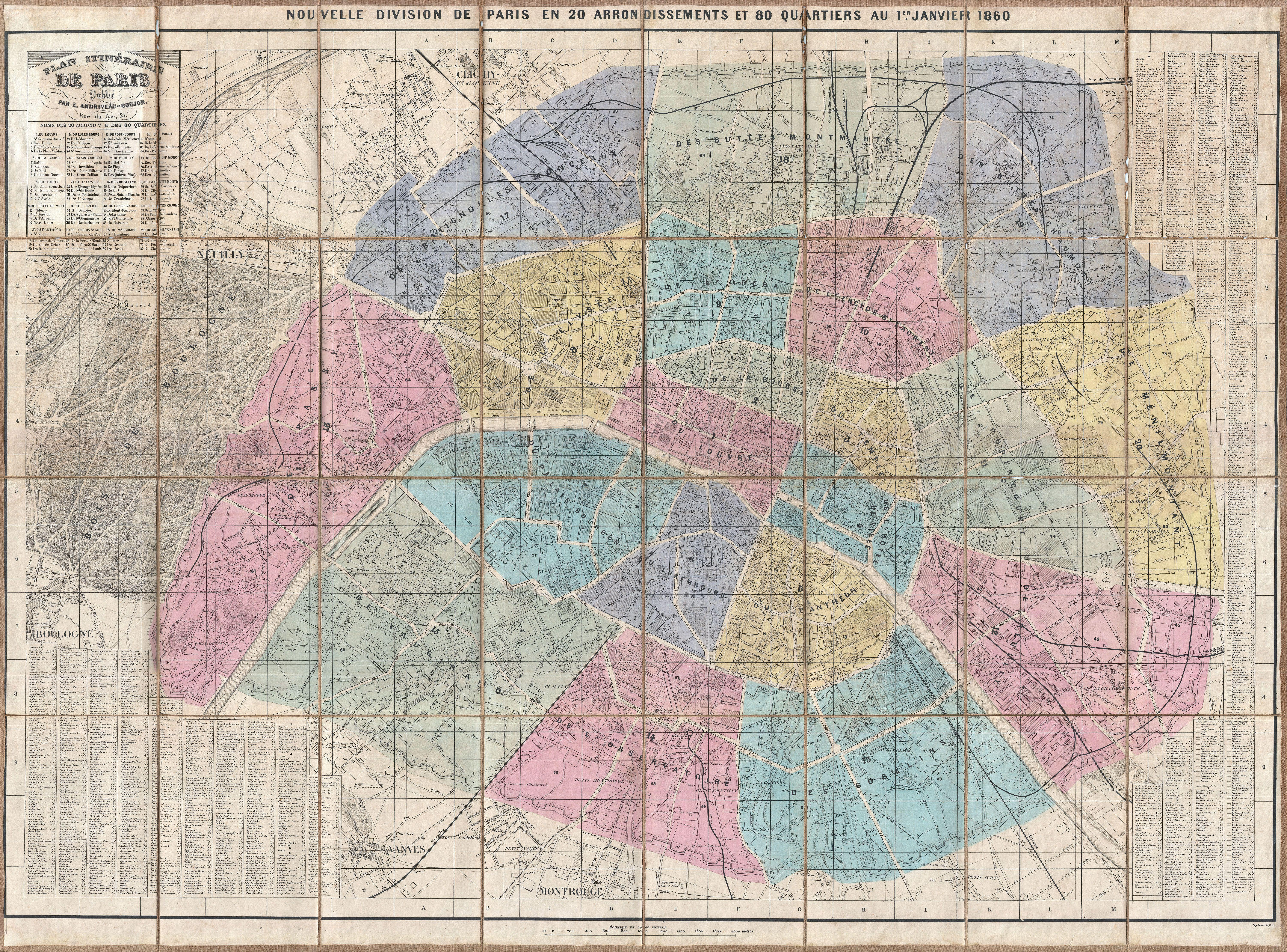
Mappa di Parigi divisa in 20 arrondissement e 80 quartieri (1860).

La città di Parigi ha conosciuto varie aggregazioni di vari comuni che sorgevano ai suoi confini amministrativi.
L'attuale dipartimento di Parigi, infatti, comprende parti di territorio che erano parte di comuni dell'antico dipartimento della Senna, comuni che sono esistiti a partire dalla rivoluzione francese.

## Creazione di due comuni fuori Parigi (1830)
- Batignolles-Monceau è stato creato tramite un editto di Carlo X, staccando una parte del comune di Clichy, di cui era parte. La città è stata alla fine soppressa nel 1860 e il suo territorio annesso principalmente di Parigi, ad eccezione di una piccola parte, tornata nel territorio di Clichy.
- Grenelle è stato creato per scissione dal comune di Vaugirard. Entrambi i comuni sono stati aboliti nel 1860 e loro territori annessi, nella loro interezza, a Parigi.

## Soppressione di undici comuni aggregati a Parigi totalmente o parzialmente (1860)
La legge del 16 giugno 1859, chiamata legge Riché, dal nome del suo relatore, ha portato all'estensione dei confini di Parigi fino alle antiche mura di Thiers, provocando la soppressione di undici comuni del dipartimento della Senna. Quattro di questi sono stati completamente integrati dentro l'estensione di Parigi, diventando quartieri di questa, in quanto totalmente dentro il perimetro delle mura. Si tratta di:
- Belleville
- Grenelle
- La Villette
- Vaugirard

Sette altri comuni, che erano attraversati dalle mura di Thiers, sono stati soppressi in quanto tali e i loro nomi sono serviti a designare i quartieri. I loro territori sono stati divisi tra il comune di Parigi e, per la parte che si trovava fuori dalle mura, il comune limitrofo. In particolare:
- Auteuil (Parigi XVI e Boulogne),
- Batignolles-Monceau (Parigi XVII e Clichy),
- Bercy (Parigi XII e Charenton-le-Pont),
- Charonne (Parigi XX, Montreuil e Bagnolet),
- La Chapelle (Parigi XVIII, Saint-Ouen, Saint-Denis e Aubervilliers),
- Montmartre (Parigi XVIII e Saint-Ouen),
- Passy (Parigi XVI e Boulogne).